# Groupe Tata
Pour les articles homonymes, voir Tata.
Tata est un important groupe industriel indien. Le nom du groupe provient de celui de la famille parsie qui l'a fondé et le contrôle toujours, les Tata, originaires de Baroda dans le Gujarat. Le siège social du groupe est basé à Mumbai dans le Maharashtra.
Parmi les compagnies du groupe, la plus connue en occident est Tata Motors anciennement Telco (Tata Engineering and Locomotives Ltd) qui produit des automobiles pour le marché indien. Sa gamme de produits comporte des véhicules de tourisme, des véhicules utilitaires et des véhicules commerciaux de tous types pour le transport des marchandises et des passagers.

## Histoire

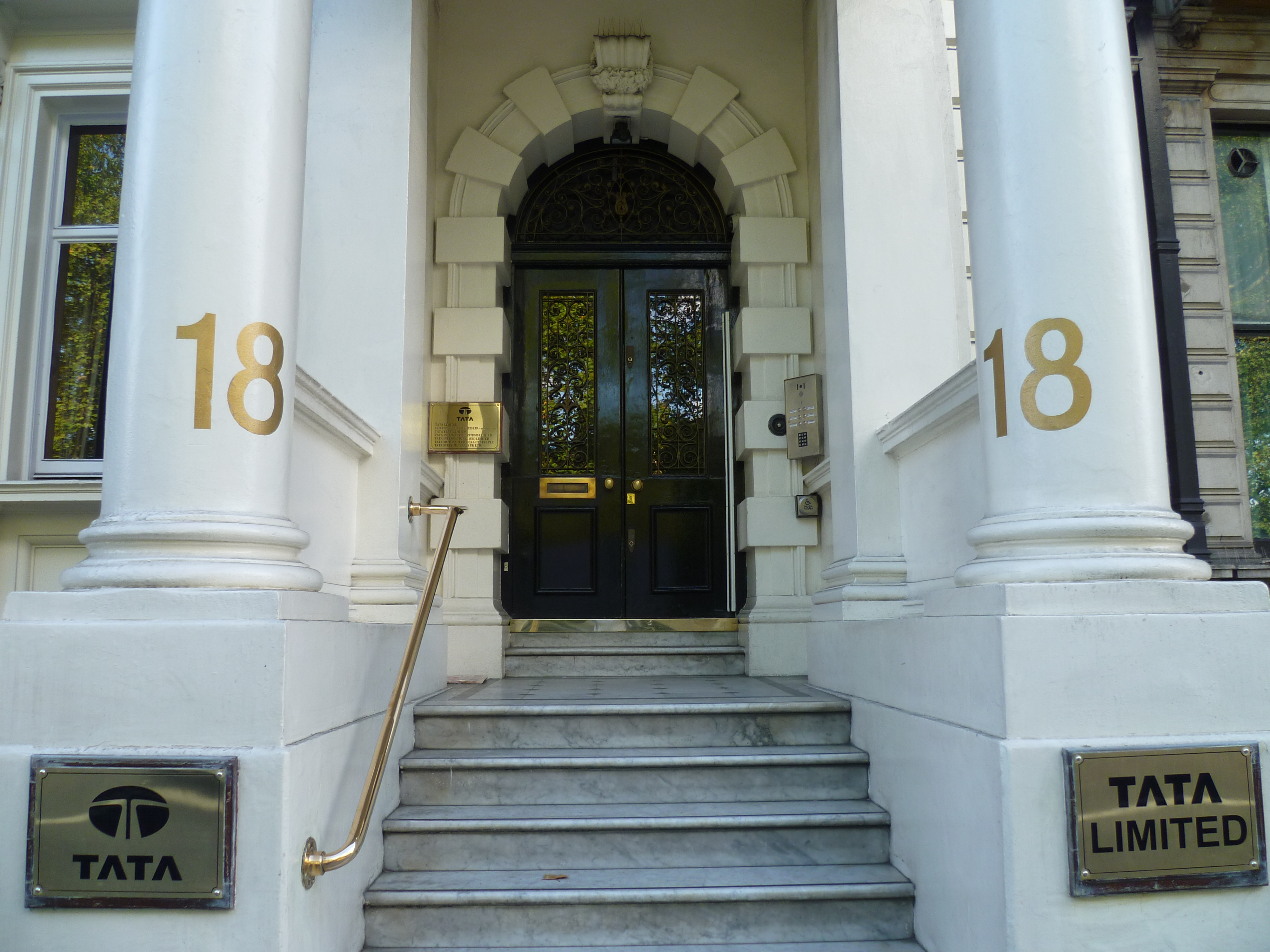
Siège européen du groupe Tata (Londres), situé au 18 Grosvenor Place, dans le quartier de Westminster.

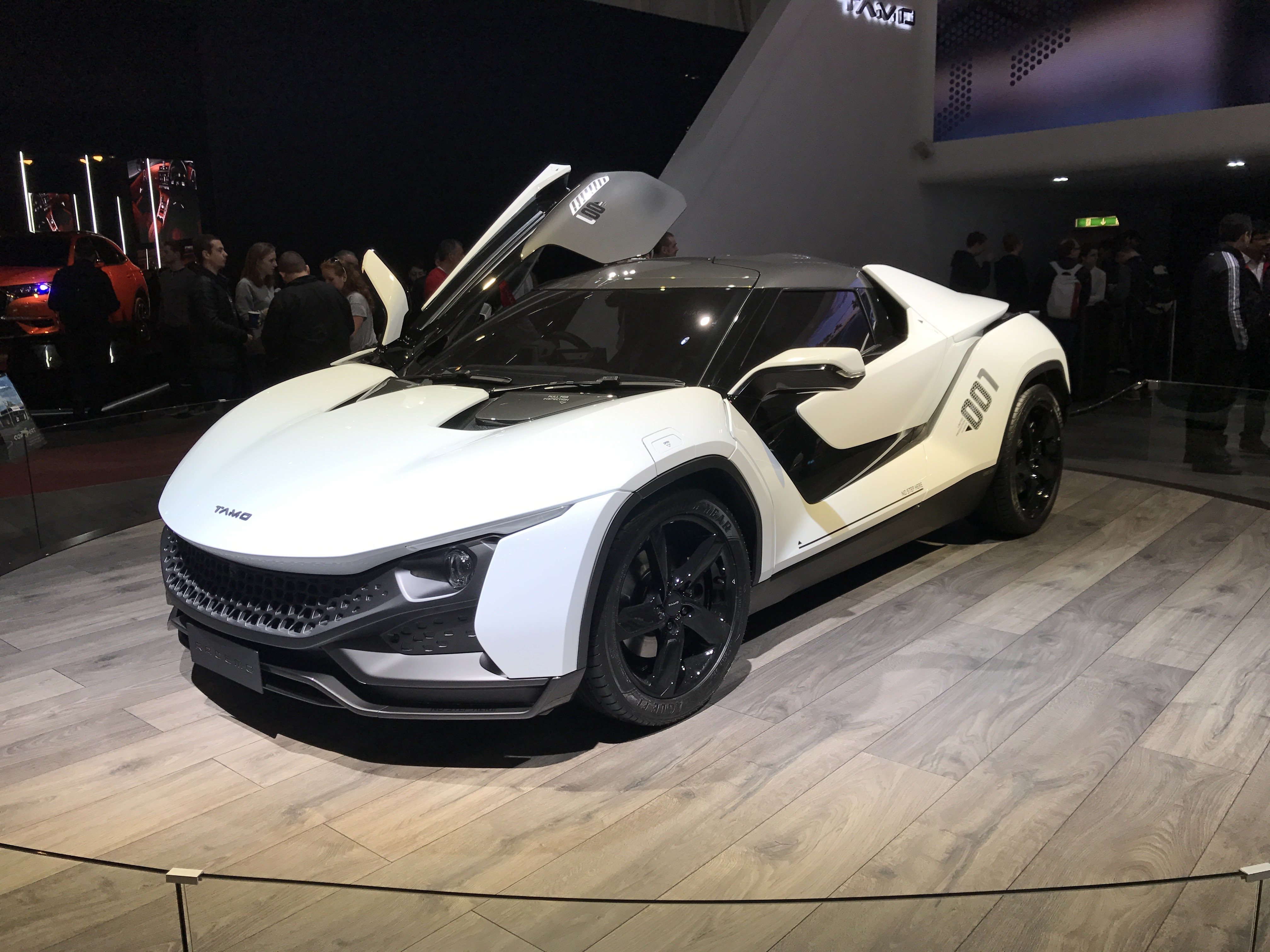
Tata Racemo.

Le groupe a pris le nom de son fondateur, Sir Jamsetji Nusserwanji Tata.
En mars 2008, le groupe rachète les marques Jaguar et Land Rover au constructeur américain Ford Motor Company afin d'élargir sa gamme de véhicules de luxe et de les intégrer dans la branche automobile Tata Motors.
En août 2015, le conglomérat annonce investir entre 75 et 100 millions de dollars dans le service américain de location de voitures avec chauffeurs Uber. Cette opération sera effectuée par l'intermédiaire de Tata Opportunities Fund qui gère les placements du groupe dans les entreprises privées.
En 2017, Natarajan Chandrasekaran remplace Cyrus Mistry à la direction du groupe Tata.
En février 2021, le groupe Tata annonce l'acquisition d'une participation de 68 % dans BigBasket, une entreprise indienne spécialisée dans le commerce en ligne.

## Activité
L'automobile, avec la marque Tata Motors est une activité récente pour ce groupe impliqué, de longue date, dans les véhicules utilitaires et surtout dans presque toutes les activités industrielles et économiques : 93 sociétés au total et un chiffre d'affaires de 55 milliards de dollars,. 
Les plus importantes sociétés du groupe sont :
- Tata Steel (no 4 mondial de l'acier après le rachat de Corus — ex British Steel — en 2006 pour 12,5 milliards de dollars),
- Tata Consultancy Services (TCS — 1re entreprise de services du numérique asiatique, 4e mondiale, 320 000 personnes dans le monde)
- Tata Communications (opérateur de télécom mondial, 7e opérateur internet mondial, no 1 mondial pour la fourniture de téléphonie internationale).
- Tata Global Beverages Limited : Tata Coffee Limited, Eightoclock, Tetley, Starbucks A Tata Alliance (Inde)
- Tata Power